# Allan Campbell
Allan Campbell (Glasgow, 4 luglio 1998) è un calciatore scozzese, centrocampista del Dundee Utd.

## Carriera

### Club
Cresciuto nel settore giovanile del Motherwell, ha esordito in prima squadra il 29 ottobre 2016, nella partita di campionato vinta per 4-1 contro il Ross County. Il 15 aprile 2017 ha invece segnato la prima rete in carriera, nella vittoria casalinga contro l'Inverness.
Il 13 ottobre prolunga con gli Steelmen fino al 2021.
Il 15 giugno 2021 si accasa al Luton Town; in seguito gioca anche in prestito a Millwall e Charlton, per poi tornare a giocare nella prima divisione scozzese con la maglia del Dundee Utd.

### Nazionale
Ha giocato nella nazionale scozzese Under-21.
Il 14 giugno 2022 esordisce in nazionale maggiore nel successo per 1-4 in casa dell'Armenia in Nations League.

## Statistiche

### Presenze e reti nei club
Statistiche aggiornate al 17 maggio 2025.
| Stagione          | Club              | Campionato        | Campionato | Campionato | Coppe nazionali | Coppe nazionali | Coppe nazionali | Coppe continentali | Coppe continentali | Coppe continentali | Supercoppe | Supercoppe | Supercoppe | Totale | Totale |
| Stagione          | Club              | Comp              | Pres       | Reti       | Comp            | Pres            | Reti            | Comp               | Pres               | Reti               | Comp       | Pres       | Reti       | Pres   | Reti   |
| ----------------- | ----------------- | ----------------- | ---------- | ---------- | --------------- | --------------- | --------------- | ------------------ | ------------------ | ------------------ | ---------- | ---------- | ---------- | ------ | ------ |
| 2016-2017         | Motherwell        | SP                | 7          | 1          | SC+CdL          | 0+0             | 0               | -                  | -                  | -                  | -          | -          | -          | 7      | 1      |
| 2017-2018         | Motherwell        | SP                | 29         | 2          | SC+CdL          | 4+3             | 0               | -                  | -                  | -                  | -          | -          | -          | 36     | 2      |
| 2018-2019         | Motherwell        | SP                | 35         | 2          | SC+CdL          | 0+5             | 0               | -                  | -                  | -                  | -          | -          | -          | 40     | 2      |
| 2019-2020         | Motherwell        | SP                | 30         | 5          | SC+CdL          | 3+4             | 1+0             | -                  | -                  | -                  | -          | -          | -          | 37     | 6      |
| 2020-2021         | Motherwell        | SP                | 34         | 4          | SC+CdL          | 3+0             | 1+0             | UEL                | 3                  | 0                  | -          | -          | -          | 40     | 5      |
| Totale Motherwell | Totale Motherwell | Totale Motherwell | 135        | 14         |                 | 22              | 2               |                    | 3                  | 0                  |            | -          | -          | 160    | 16     |
| 2021-2022         | Luton Town        | FLC               | 33+2       | 4+0        | FACup+CdL       | 3+1             | 0               | -                  | -                  | -                  | -          | -          | -          | 50     | 4      |
| 2022-2023         | Luton Town        | FLC               | 42+1       | 3+0        | FACup+CdL       | 4+0             | 0               | -                  | -                  | -                  | -          | -          | -          | 47     | 3      |
| Totale Luton Town | Totale Luton Town | Totale Luton Town | 75+3       | 7+0        |                 | 8               | 0               |                    | -                  | -                  |            | -          | -          | 86     | 7      |
| 2023-2024         | Millwall          | FLC               | 12         | 0          | FACup+CdL       | 0               | 0               | -                  | -                  | -                  | -          | -          | -          | 12     | 0      |
| 2024-gen. 2025    | Charlton          | FLC               | 12         | 0          | FACup+CdL       | 2+0             | 0               | -                  | -                  | -                  | FLT        | 3          | 0          | 17     | 0      |
| gen.-giu. 2025    | Dundee Utd        | SP                | 13         | 0          | -               | -               | -               | -                  | -                  | -                  | -          | -          | -          | 13     | 0      |
| Totale carriera   | Totale carriera   | Totale carriera   | 247+3      | 21         |                 | 32              | 2               |                    | 3                  | 0                  |            | 3          | 0          | 288    | 23     |

### Cronologia presenze e reti in nazionale
| Cronologia completa delle presenze e delle reti in nazionale ― Scozia | Cronologia completa delle presenze e delle reti in nazionale ― Scozia | Cronologia completa delle presenze e delle reti in nazionale ― Scozia | Cronologia completa delle presenze e delle reti in nazionale ― Scozia | Cronologia completa delle presenze e delle reti in nazionale ― Scozia | Cronologia completa delle presenze e delle reti in nazionale ― Scozia | Cronologia completa delle presenze e delle reti in nazionale ― Scozia | Cronologia completa delle presenze e delle reti in nazionale ― Scozia |
| Data                                                                  | Città                                                                 | In casa                                                               | Risultato                                                             | Ospiti                                                                | Competizione                                                          | Reti                                                                  | Note                                                                  |
| --------------------------------------------------------------------- | --------------------------------------------------------------------- | --------------------------------------------------------------------- | --------------------------------------------------------------------- | --------------------------------------------------------------------- | --------------------------------------------------------------------- | --------------------------------------------------------------------- | --------------------------------------------------------------------- |
| 14-6-2022                                                             | Erevan                                                                | Armenia                                                               | 1 – 4                                                                 | Scozia                                                                | UEFA Nations League 2022-2023 - 1º turno                              | 1                                                                     | 86’                                                                   |
| Totale                                                                |                                                                       | Presenze                                                              | 1                                                                     |                                                                       | Reti                                                                  | 0                                                                     |                                                                       |